# Kvantni lc krug
{\displaystyle LC} krug se može kvantizirati primjenom metoda za kvantizaciju harmonijskog oscilatora, jer je {\displaystyle LC} krug električni analog običnom harmonijskom oscilatoru. Zapravo, klasični {\displaystyle LC} krug je vrsta rezonantnog kruga, a sastoji se od zavojnice (oznaka {\displaystyle L}), i kondenzatora (oznaka {\displaystyle C}). Kada ih međusobno spojimo, električna struja u krugu oscilira na rezonantnoj frekvenciji:

{\displaystyle \omega ={\frac {1}{\sqrt {LC}}}}

gdje je {\displaystyle L} induktivitet zavojnice u henrijima, a {\displaystyle C} kapacitet kondenzatora u faradejima. Kružna frekvencija ima jedinice radijan u sekundi: rad/s ili samo 1/s. Kondenzator pohranjuje energiju u svojem električnom polju (npr. za pločasti kondenzator je to električno polje između ploča) koje ovisi o naponu {\displaystyle V}, što se zapisuje:
{\displaystyle E_{C}={\frac {1}{2}}CV^{2}={\frac {Q^{2}}{2C}}}
gdje je {\displaystyle Q} ukupni naboj na kondenzatoru, a računa se
{\displaystyle Q(t)=\int _{-\infty }^{t}I(\tau )d\tau }.
Zavojnica pohranjuje energiju u svojem magnetskom polju koje ovisi o jakosti struje {\displaystyle I}, što zapisujemo:
{\displaystyle E_{L}={\frac {1}{2}}LI^{2}={\frac {\phi ^{2}}{2L}}}
gdje je {\displaystyle \phi } magnetski tok (magnetski fluks) definiran kao:
{\displaystyle \phi (t)\equiv \int _{-\infty }^{t}V(\tau )d\tau }.
Pošto su naboj i magnetski tok kanonski konjugirane varijable, korištenjem kanonske kvantizacije možemo klasični hamiltonijan zapisati u kvantnom formalizmu, zamjenom s pripadajućim operatorima:
{\displaystyle {\begin{array}{l}{\phi \rightarrow {\hat {\phi }}}\\[2mm]{q\rightarrow {\hat {q}}}\\[3mm]{H\rightarrow {\hat {H}}={\frac {{\hat {\phi }}^{2}}{2L}}+{\frac {{\hat {q}}^{2}}{2C}}}\end{array}}}
te nametanjem kanonski komutacijskih relacija:
{\displaystyle [{\hat {\phi }},~{\hat {q}}]=i\hbar }.